# Notre-Dame-du-Bon-Conseil (bykommun)
Notre-Dame-du-Bon-Conseil är en bykommun (municipalité de village) och tätort (centre de population) i provinsen Québec i Kanada. Den ligger i regionen Centre-du-Québec i södra delen av provinsen, ungefär mitt mellan Montréal och provinshuvudstaden Québec. Kommunens yta är 4,2 kvadratkilometer och antalet invånare var 1 708 vid folkräkningen 2021, 1 149 i tätorten.
Kommunen är helt omsluten av grannkommunen med samma namn.